# Balneari d'Alcarràs
El Balneari d'Alcarràs és un edifici d'estil eclèctic del municipi d'Alcarràs (Segrià) inclòs en l'Inventari del Patrimoni Arquitectònic de Catalunya.

## Descripció
És un edifici emplaçat al sud i fora de la població, a 50 m de la línia d'edificació, en una parcel·la enjardinada que fa 56,50 x 44,50 m (supera els 2.514 m²). Al centre d'aquesta parcel·la es va construir el balneari, edifici de planta baixa i pis. Presenta una composició estètica força sòbria que només es perd amb alguns detalls de les balconades i la balustrada que tanca la terrassa, components que li donen una prestància neoclàssica. La distribució tant de les obertures com dels diferents elements arquitectònics és de tendència racionalista.

## Història
L'antic balneari fou emplaçat sobre una font d'aigües termals coneguda des d'època romana. El 1829 va ser declarada d'utilitat pública. El 15 de març del 1887, per Reial Ordre, s'acceptà l'emplaçament proposat per a instal·lar-hi un balneari i es concedia l'expropiació i autorització sol·licitada per Martin Castells. El balneari es va explotar de 1828 a 1920, tot i que hi ha notícia del seu funcionament fins al 1922.
El balneari donava servei a 20 banyistes amb dues banyeres i un aparell giratori de dutxes, a més de 5 habitacions al pis superior. Constava, a més, d'habitacions per omplir ampolles, dipòsits d'aigües minerals, sala d'espera, sala de reunions, restaurant, cuina i sala de la font per beure l'aigua. La part dels banys és actualment ocupada per la Guàrdia Civil. Al jardí s'hi ha trobat la part superior d'una creu de terme d'estil gòtic.